# Золанд-ам-Ротштайн
Золанд-ам-Ротштайн (нем. Sohland am Rotstein) — бывшая коммуна в немецкой федеральной земле Саксония. С 1 января 2014 года входит в состав города Райхенбах (Верхняя Лужица).
Подчиняется административному округу Дрезден и входит в состав района Гёрлиц. На 31 декабря 2013 года население составляло 1280 человек. Занимает площадь 19,80 км². Официальный код  —  14 2 84 380.
Коммуна подразделяется на 3 сельских округа.